# Kasra

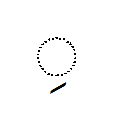
Kasra

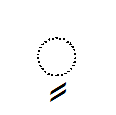
Kasratān

La kasra (in arabo كسرة‎? /ˈkasra/, letteralmente "rottura") è il nome che viene dato alla vocale chiusa e breve "i" in lingua araba. Come tutte le vocali brevi (chiamate "movimenti", ovvero ḥarakāt), essa è un segno accessorio ed è tracciato al di sotto del ductus consonantico ed somigliante a un trattino obliquo che da sinistra si muove verso destra. Es.:   دِ  (di).

## Fonti
- Faruk Abu-Chacra, Arabic: an Essential Grammar, London/New York, Routledge, 2007, ISBN 978-0-203-08881-4.